# Bandeira de Tcheliabinsk
A bandeira de Tcheliabinsk é um dos símbolos oficiais do oblast de Tcheliabinsk, uma subdivisão da Federação da Rússia. Foi aprovada em 8 de janeiro de 2001. 

## Descrição
Seu desenho consiste em um retângulo com relação largura-comprimento de 2:3 com fundo vermelho. Na parte inferior há uma faixa amarela que equivale a 1/6 da largura total, esta faixa está situada a uma distância de 1/6 da lagura total a partir da borda inferior. No meio da bandeira há a imagem de um camelo-bactriano branco com uma carga em ouro. A altura da figura é igual a 1/2 da largura total da bandeira.

## Simbolismo

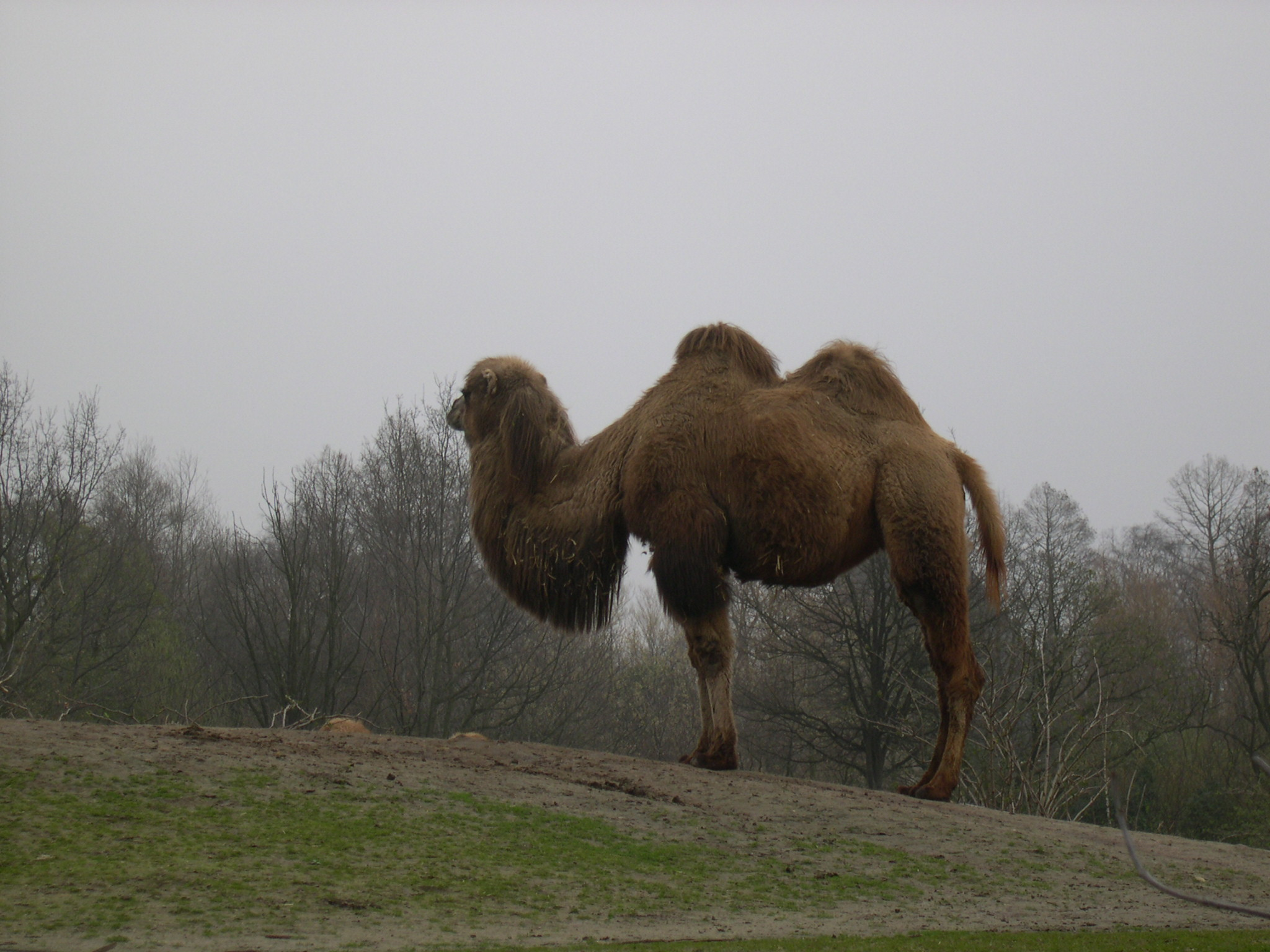
Um camelo bactriano

- A figura central do campo, um camelo-bactriano branco, representa a resistência inspiradora de respeito além de representar a sabedoria, a longevidade, a memória, a lealdade e a paciência;
- A cor vermelha representa a cor da vida, da compaixão e do amor, além de ser um símbolo da coragem, do vigor, do fogo, do sentimento, da beleza e da saúde. A cor vermelha simboliza também o trabalho dos operários da metalurgia, mecânica, engenharia, fundições, eletricidade, e dos grandes processos tecnológicos que estão relacionadas ao calor;
- A faixa amarela simboliza os montes Urais que interligam a Europa e a Ásia, bem como a sua beleza, grandeza, a riqueza das suas entranhas;
- O branco é símbolo de nobreza, pureza, justiça e bondade.